# 接體車
接體車也稱為接送大體車或遺體運送車，是殯葬從業人員接送遺體往返醫院殮房和殯儀館之間的工作車，接體車和靈車屬於不同工作項目的車輛，有些地區的業者有專門的接送遺體的車輛，有些地區則是用同部車輛作為接體車和靈車。
殯葬業者一般會用休旅車、旅行車、多功能休旅車或小型客貨車作為接體車，這些車輛通常沒有安裝後排座椅，後車窗會用深色隔熱膜或金屬板遮蔽，地板會被修改以固定擔架和棺木。
有些接體車是由退役的救護車或靈車改裝而成，這樣符合殯葬業者的經濟利益，畢竟這類的車子很難在二手車市場上轉手。有些殯葬業者會將接體車服務交由外部合作公司運營，而不是由殯葬業者或殯儀館來直接服務。

## 另見
- 靈車
- 救護車